# Curtis Martin
Curtis James Martin Junior (* 1. Mai 1973 in Pittsburgh, Pennsylvania) ist ein ehemaliger American-Football-Spieler auf der Position des Runningbacks. Er spielte von 1995 bis 2006 für die New England Patriots und die New York Jets in der National Football League (NFL) und erlief in dieser Zeit mit 14.101 Yards den damals vierthöchsten Raumgewinn in der Geschichte der NFL. Martin ist seit 2012 Mitglied in der Pro Football Hall of Fame.

## Profizeit
Martin spielte College Football an der University of Pittsburgh und wurde 1995 in der dritten Runde der NFL Draft von den New England Patriots ausgewählt. Unter seinem damaligen Cheftrainer Bill Parcells wurde er in seinem ersten Profijahr zum NFL Offensive Rookie of the Year gewählt. Nach drei Jahren bei den Patriots, in denen er zwei Mal in den Pro Bowl gewählt wurde und am Super Bowl XXXI teilnahm, wechselte Martin 1998 für 36 Millionen US-Dollar zu den New York Jets.
Hier konnte er in sieben aufeinanderfolgenden Spielzeiten jeweils über 1000 Yards Raumgewinn erlaufen und wurde drei weitere Male in den Pro Bowl gewählt. 2004 führte er im Alter von 31 Jahren die Liga in der Kategorie „Erlaufene Yards“ an und ist somit der älteste Spieler dem dies gelang. Nach einer Knieverletzung beendete er 2006 seine Karriere.
In zwölf Spielzeiten wurde er insgesamt fünf Mal in den Pro Bowl gewählt. Neben Barry Sanders ist er erst der zweite Spieler der in den ersten zehn Spielzeiten seiner Karriere jeweils über 1.000 Yards Raumgewinn erlaufen konnte. Nur Emmitt Smith, Walter Payton, Frank Gore, Adrian Peterson und Barry Sanders erliefen in ihrer Karriere mehr als Martins 14.101 Yards Raumgewinn.
Die New York Jets ehren Curtis Martin auf dem Ring of Honor. Am 6. September 2012 wurde bekanntgegeben, dass seine Trikotnummer 28 nicht mehr vergeben wird.

## Privatleben
Martin hat mit seiner Frau Carolina eine gemeinsame Tochter. Bei seiner Dankesrede zur Aufnahme in die Pro Football Hall of Fame gab er seine unglückliche Kindheit preis, die von Armut und häuslicher Gewalt seines drogensüchtigen Vaters Curtis senior gegen seine Mutter Rochella bestimmt war. Als Curtis junior neun war, wurde seine Großmutter erstochen, und als er 15 Jahre alt war, wollte ihn ein Einbrecher erschießen, doch obwohl der „sechsmal“ den Abzug drückte, ging kein Schuss los. Martin betrachtete Football lange Zeit eher als Flucht, erst in der NFL habe er sein wahres Talent erkannt. Martin, der seiner Mutter eng verbunden ist, finanzierte seinem Vater eine Entziehungskur und sorgte für die Versöhnung der Familie. Er ist stark in karitativen Stiftungen engagiert und nennt als Inspiration die biblische Figur Hiob.